# Rudnay Béla
Rudnai és divékújfalusi Rudnay Béla Gábor István (Szénásfalu, Bars vármegye, 1857. október 1. – Budapest, 1932. június 14.) a budapesti magyar királyi államrendőrség rendőrfőkapitány, Hont, Komárom és Nógrád vármegyék és szabad királyi városok volt főispánja, országgyűlési képviselő, a Magyar Királyi Szent István-rend vitéze, az Osztrák Császári Lipót-rend lovagja, családtörténész.

## Családja és származása
Az ősrégi magyar nemesi származású rudnai és divékújfalusi Rudnay család sarja. Édesapja Rudnay István (1827-1916), hites ügyvéd, 1848-as honvéd főhadnagy, országgyűlési képviselő, földbirtokos, édesanyja szentmiklósi és óvári Pongrácz Ilona (1830-1899) úrnő volt. Az apai nagyszülei rudnói és divékújfalusi Rudnay Elek (1777-1834), földbirtokos és kesselökeői Majthényi Júlia (1787-1874) voltak. Az anyai nagyszülei szentmiklósi és óvári Pongrácz Jusztin (1785-1857), törvényszéki bíró, földbirtokos és alfalvi Fogarassy Jozefa voltak. Az egyik fivére, Rudnay Sándor (1856-), jogtudor, ügyvéd, Nyitra város polgármestere, országgyűlési képviselő, a másik ifjabb Rudnay István (1867-1930), a Vaskorona rend lovagja, főszolgabíró, aki majd Trencsén vármegye alispánja volt.

## Élete
Jogi tanulmányait a Budapesti egyetemen végezte 1878-ban. Ezután Nyitra vármegye aljegyzője lett, 1880-ban főszolgabíróvá választották, 1884-étől a Nyitra vármegyei főszámvevői hivatalt töltötte be. 1887-ben Nyitra vármegye főjegyzője lett. A politikába belépve, 1892-ben országgyűlési képviselővé választották. 1894-ben Hont és Nógrád vármegyék főispánjává nevezték ki, és 1896-ban államrendőrségi főkapitány lett Budapesten. 1906-ban a Fejérváry-kormány alatt Budapest királyi biztosa volt, de még abban az évben nyugalomba vonult. 1910-ben a Nemzeti Munkapárti programmal országgyűlési képviselővé választották.
1932. június 14-én Budapesten hunyt el 74 évesen.

## Házassága és leszármazottjai
Felesége, nagybeliczi Birly Ilona (Nagybélic, Nyitra vármegye, 1861. április 19.–Budapest, 1931. február 21.), Birly Lajos (1835-1904), földbirtokos, és giczi, assai és ablonczkürthi Ghyczy Anna (1843-1909) lánya volt. Az apai nagyszülei nagybeliczi Birly Flórián-Ede (1787–1854), királyi tanácsos, orvostanár, szülész, és Schedius Krisztina voltak. Az anyai nagyszülei giczi, assai és ablonczkürthi Ghyczy Károly (1806–1845), földbirtokos és szécsénkovácsi és jánosi Jánossy Johanna (1819–1885) voltak. Rudnay Béláné Birly Ilonának az apai nagynénje, nagybeliczi Birly Leopoldina (1821–1881), akinek a férje barkóczi Rosty Zsigmond (1811–1875) író, hírlapíró, Fejér vármegye aljegyzője, 1848-as főhadnagy, Fejér megye fő-levéltárnoka, ügyvéd és földbirtokos. Rudnay Béla és Birly Ilona házasságából született:
- Rudnay Lajos Rudolf (Nagysurány, 1883. október 28.–Budapest, 1944. október 13.), magyar királyi rendkívüli követ és meghatalmazott miniszter. Neje: Lelbach Irén Dóra.
- Rudnay Egyed Félix (Nyitra, 1885. március 28.–Brüsszel, 1981. szeptember 28.), iparfelügyelő, gépészmérnök. Feleségei: 1.f.: Rothkugel von Rollershausen Eleonóra. 2.f.: Polyák Mária.

## Családtörténeti kutatásai
Főleg családtörténeti tanulmányokat írt.
- Nyitravármegye köztörvényhatóságának szabályrendeletei… (I–III., összegyűjtötte és kiadta, Nyitra, 1888–90)
- A Zsámbokréthyak (Budapest, 1908)
- A Csermenyek és a parasztság büntetőbíróságai a XVI. és XVII. században (Budapest, 1909)
- Újfalussyak és Rudnayak pörei a Petrőczyek ellen 1513 – 91 (Budapest, 1910).

## Őstörténeti és magyarság kutatói munkássága
Ezekben a témakörökben kutatásokat folytatott és tanulmányokat írt.
- A régi nemzetségek és a szent király jobbágyai. – A Szent-István-Társulat bizománya. (Budapest, 1923)
- Ősi intézményeink. – Stephaneum nyomda és könyvkiadó R.T. (Budapest, 1924)
- A magyarok perzsa eredetűek. – Stephaneum nyomda és könyvkiadó R.T. (Budapest, 1927)
- Őseink és rokonaink : történelmi tanulmány. (Karcag, 1928)